# دم شرياني

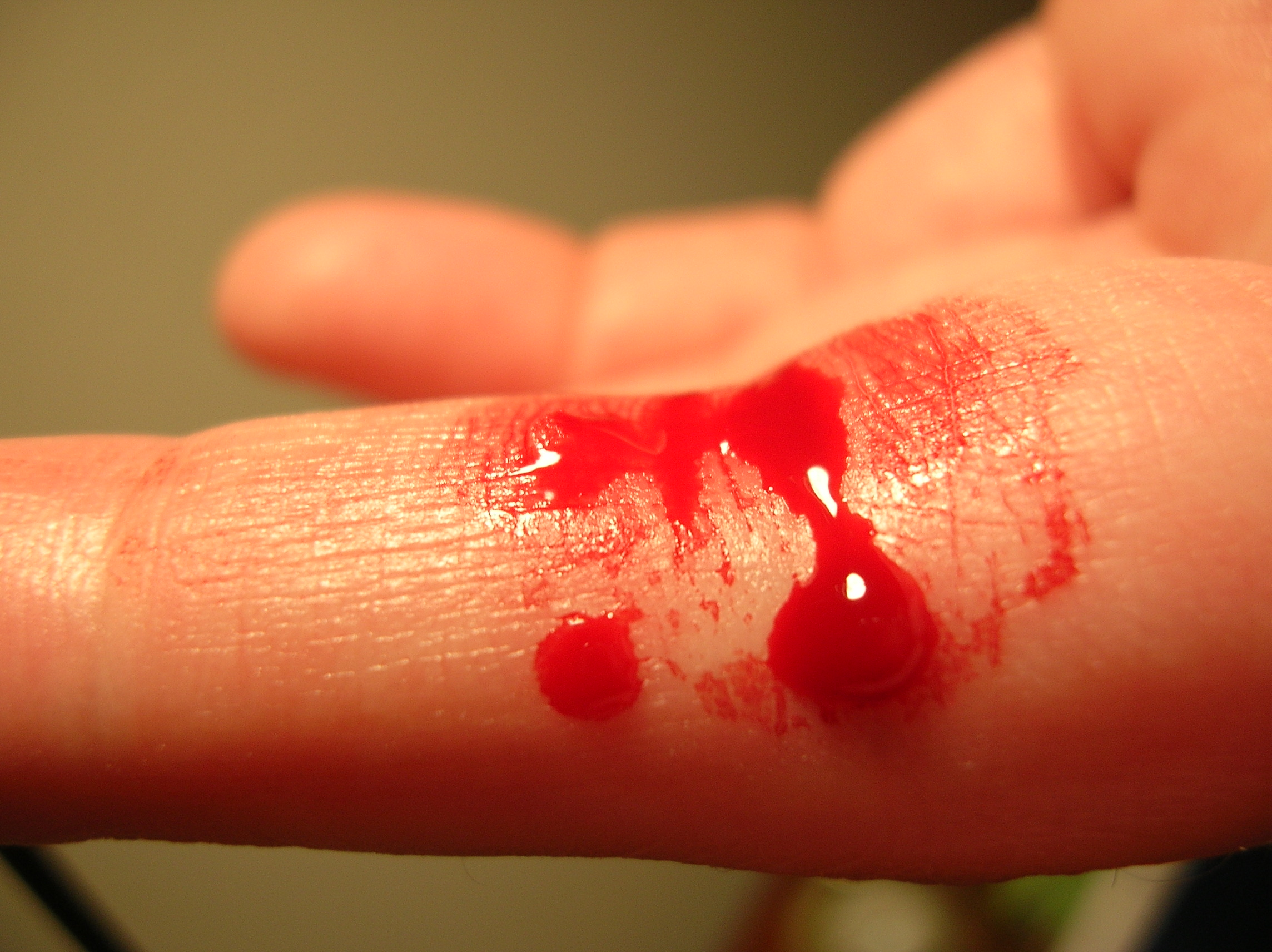

الدم الشرياني هو الدم المؤكسج في جهاز الدوران الذي يوجد في الرئتين وفي الغرف اليسرى للقلب وفي الشرايين. ولونه أحمر فاقع بينما يكون لون الدم الوريدي أحمر غامق (ولكنه يبدو أرجوانيًا خلال الجلد غامق اللون). و«الدم الشرياني» هو المصطلح المقابل لـالدم الوريدي.
وفي إطار الدورة القلبية، والتي غالبًا ما يُنسب الفضل في اكتشافها تاريخيًا إلى مخطط ويجرز، بعد أن يمر الدم الشرياني عبر الرئتين يصبح جاهزًا لرفع نسبة الأكسجين مما يؤمن عملية ضخ الدم إلى الأعضاء المحيطية. والفرق الجوهري بين الدم الوريدي والدم الشرياني هو منحنى التشبع الأكسجيني بـخضاب الدم. ويُعرف الفرق بين محتوى الأكسجين في الدم الشرياني والدم الوريدي بفرق الأكجسين الشرياني الوريدي.